# 작은불독박쥐
작은불독박쥐(Noctilio albiventris)는 불독박쥐과에 속하는 박쥐의 일종이다. 중앙아메리카 전역과 남아메리카 북부의 신열대구에 서식하는 식충성, 때로는 육식성 박쥐이다. 불그스레한 갈색을 띤다. 몸길이는 약 7.5cm이고, 앞팔 길이는 6.3cm, 몸무게는 약 30g 정도이다. 주로 물 근처 또는 축축한 장소에서 살며, 나무 구멍 또는 주거지에서 서식한다. 물 표면에서 날아다니는 곤충을 잡기 위해 반향정위를 시도한다. 물 표면에 떨어진 곤충을 붙잡는 능력도 갖고 있다. 이따금 대형 박쥐들은 작은 물고기를 잡아서 먹는다. 근연종 대부분 역시 가능하며 큰불독박쥐가 대표적이다. 수명은 약 10년이고, 약 1년이면 성적으로 성숙해진다.

## 같이 보기
- 불독박쥐